# Resolución de Naciones Unidas
Una resolución de Naciones Unidas es una declaración formal adoptada por un organismo de la ONU. Cualquier organismo deliberativo puede emitir resoluciones. Sin embargo, en la práctica la mayoría de resoluciones las emite el Consejo de Seguridad o la Asamblea General. El carácter de estas disposiciones puede ser o no vinculante para los Estados miembros, en función de qué organismo la emita y bajo qué capítulo o artículo de la Carta se invoque.

## Resoluciones de la Asamblea General
Algunas resoluciones de la Asamblea General, como las que afectan a cuestiones presupuestarias, asuntos internos o instrucciones a órganos de rango inferior, son indudablemente vinculantes. Sobre el valor jurídico de las demás resoluciones, sobre todo de las dictadas en virtud de los artículos 10 a 14 de la Carta de las Naciones Unidas, ha habido históricamente una amplia polémica. Sin embargo, estos artículos se refieren a recomendaciones de la Asamblea General, por lo que las decisiones fundadas en aquellos no son vinculantes. No obstante, hay que tener en cuenta que todas las resoluciones de la ONU, incluso las no vinculantes, contribuyen a la creación de costumbre internacional (que es una fuente del Derecho) y de prácticas interpretativas de la Carta de la ONU.

## Resoluciones del Consejo de Seguridad
Según el artículo 25 de la Carta, los Estados miembros de la ONU convienen en aceptar y cumplir las decisiones del Consejo de Seguridad de acuerdo con esta Carta. Es discutido qué clase de resoluciones del Consejo de Seguridad estarían cubiertas por esta disposición: si, en interpretación literal de la Carta, solo las resoluciones adoptadas bajo el Capítulo VII de la Carta de la ONU (acción en caso de amenazas a la paz, quebrantamientos de la paz o actos de agresión) o si todas ellas. La Corte Internacional de Justicia, en una opinión consultiva no vinculante (pero que, como todas las resoluciones de la CIJ, es jurisprudencia internacional) acerca de Namibia, de 21 de junio de 1971, interpretó que, dado el compromiso asumido por los Estados miembros en virtud del artículo 25 y con base en el artículo 24,2 de la Carta, que atribuye al Consejo de Seguridad poderes generales, este puede adoptar decisiones obligatorias al margen del Capítulo VII (véanse párrafos 108 y ss. de la opinión, especialmente el 113). 
Entre la doctrina científica, cuyas opiniones tienen nulo valor jurídico, no hay acuerdo unánime acerca de la obligatoriedad de las resoluciones del Consejo de Seguridad de la ONU, si bien muchos expertos legales y diferentes personas y organismos, en interpretación literal de la Carta, consideran que sólo son vinculantes las que se adoptan bajo el Capítulo VII.